# Церониси
Церониси (груз. ცერონისი) — село в Грузии, на территории Карельского муниципалитета края (мхаре) Шида-Картли.

## География
Село находится в центральной части Грузии, на правом берегу реки Проне Средняя, на расстоянии приблизительно 14 километров (по прямой) к северо-западу от города Карели, административного центра муниципалитета. Абсолютная высота — 708 метров над уровнем моря.

## Население
По результатам официальной переписи населения 2014 года в Церониси проживало 340 человек (175 мужчин и 165 женщин). В национальной структуре населения грузины составляли 99,1 %, азербайджанцы — 0,3 %, осетины — 0,3 %.
| Год  | Население, человек |
| ---- | ------------------ |
| 2002 | 585                |
| 2014 | ↘ 340              |